# Назаровка (Рубцовский район)
Назаровка — поселок в Рубцовском районе Алтайского края. Входит в состав Дальнего сельсовета.

## История
Основан в 1919 г. В 1928 г. заимка совхоза Рубцовский №7 состоял из 10 хозяйств, основное население — русские. В составе Надеждинского сельсовета Рубцовского района Рубцовского округа Сибирского края. В 1931 г. заимка Назаровский состояла из 19 хозяйств, отделение совхоза Овцевод.

## Население
| 1926 | 1931 | 1997 | 1998 | 1999 | 2000 |
| ---- | ---- | ---- | ---- | ---- | ---- |
| 21   | ↗51  | ↗201 | →201 | ↗212 | ↘187 |
| 2001 | 2002 | 2003 | 2004 | 2005 | 2006 |
| ↗192 | ↘187 | ↘170 | ↗175 | ↗176 | ↘167 |
| 2007 | 2008 | 2009 | 2010 | 2011 | 2012 |
| ↘154 | ↘148 | →148 | ↗157 | ↘156 | ↘151 |
| 2013 |      |      |      |      |      |
| ↘150 |      |      |      |      |      |

Национальный состав
Согласно результатам переписи 2002 года, в национальной структуре населения русские составляли 70 %, немцы - 28%.